# The Kiss in the Tunnel
The Kiss in the Tunnel ist ein britischer Kurzfilm aus dem Jahr 1899 von George Albert Smith. Die Außenszenen des Films wurden auf der Zugstrecke zwischen Brighton und Hove gedreht.

## Filminhalt
Der Film zeigt eine Zugfahrt durch einen Eisenbahntunnel. In einem Zugabteil sitzen ein Mann und eine Frau, die sich nach kurzer  Zeit küssen.

## Hintergrundinformationen
Der Film verwendet als einer der ersten Filme überhaupt die Technik des Phantom Ride, des Weiteren verbeugt sich der Film auch vor dem amerikanischen Film Der Kuss aus dem Jahr 1896. Einige Filme verwendeten bereits zuvor die Technik des Phantom Ride, allerdings waren diese Versuche technisch gesehen weniger erfolgreich.
Laura Smith trat in mehreren Filmen zusammen mit ihrem Mann George Albert Smith auf. Da die beiden im realen Leben ein Ehepaar waren, stellte die Kuss-Szene auch keinen moralischen Skandal dar.
Für die Dreharbeiten wurden mehrere Einstellungen eines Zuges verwendet und zusammengeschnitten. G.A.S. Films und der Warwick Trading Company produzierten den Film und die American Mutoscope & Biograph in Amerika veröffentlichte ihn. Die britische Veröffentlichung übernahm die Warwick Trading Company.
Der Film wurde sowohl unter dem Titel The Kiss in the Tunnel als auch unter A Kiss in the Tunnel bekannt.
Der Film wurde in die BFI-Sammlung aufgenommen.